# ستارو سلو (پروکوپیه)
ستارو سلو (به صربی: Staro Selo) یک منطقهٔ مسکونی در صربستان است که در پروکوپلیه واقع شده‌است. ستارو سلو ۲۹ نفر جمعیت دارد.